# Fimosomatoides
Els fimosomatoides (Phymosomatoida) són un ordre extint d'equinoïdeus que van viure a Europa, Nord-amèrica, nord d'Àfrica i Oriente Mitjà, entre el Juràssic (Toarcià) i l'Eocè.

## Característiques
El disc apical és relativament ample (com el periprocte) i monocíclic, amb plaques poc adherides a la corona i, per tant, rarament conservades en exemplars fòssils. Els ambulacres són tri o poligeminats. Els tubercles primaris són crenulats i els tubercles ambulacrals i interambulacrals tenen una mida similar a l'ambulacral.

## Taxonomia
L'ordre Phymosomatoida inclou unes 100 espècies en cinc famílies:
- Família Diplopodiidae Smith & Wright, 1993 †
- Família Emiratiidae Ali, 1990 †
- Família Heterodiadematidae Smith & Wright, 1993 †
- Família Phymosomatidae Pomel, 1883 †
- Família Polydiaematidae Hess, 1972 †